# Championnat d'Europe féminin de basket-ball
Cet article traite de la compétition féminine. Pour la compétition masculine, voir Championnat d'Europe masculin de basket-ball.
Le Championnat d’Europe féminin de basket-ball  (en anglais EuroBasket Women) est la compétition opposant les sélections nationales des différents pays européens. La compétition se déroule tous les deux ans et est organisée par la FIBA Europe. Outre l’attribution du titre de Champion d’Europe pour le vainqueur, le Championnat d’Europe sert généralement également de qualification soit pour les Jeux olympiques, soit pour la coupe du monde.

## Histoire

### Premier tournoi
Le premier tournoi a eu lieu en 1938 en Italie, avec la participation de seulement cinq équipes nationales, l'Italie, la Lituanie, la Pologne, la France et la Suisse. Malgré sa défaite face à la Lituanie (21-23), l'équipe d'Italie à remporté tous ses autres matches et remporté le titre inaugural grâce à une meilleure différence de points par apport à la Lituanie (médaille d'argent) et la Pologne (médaille de bronze). La France terminera à la quatrième place et la Suisse terminera cinquième.
La seconde guerre mondiale (1939-1945), qui débute l'année suivante interrompt l'organisation Championnat d'Europe féminin. Le tournoi reprendra 12 ans plus tard en 1950 et a lieu en Hongrie

### Après la seconde guerre mondiale
De 1950 à 1980, les championnats féminins ont eu lieu tous les deux ans chaque année paire - contrairement au Championnat d'Europe masculin de basket-ball qui a eu lieu chaque année impaire. Ce tournoi a marqué le début de l'ère de domination de l'Union soviétique qui a duré les quatre prochaines décennies. L'Union soviétique remporte 21 des 22 tournois disputés de 1950 à 1991, une seule équipe aura battu l'Union soviétique, la Bulgarie en 1958 qui a remporté tous ses matchs et bat l'Union soviétique le 17 mai 1958 54-51 après les prolongations.

## Palmarès

### Par édition
| Éd. | Année | Pays hôte        | Finale       | Finale | Finale          | Petite finale      | Petite finale | Petite finale      | Meilleure joueuse |
| Éd. | Année | Pays hôte        | Champion     | Score  | Deuxième        | Troisième          | Score         | Quatrième          | Meilleure joueuse |
| --- | ----- | ---------------- | ------------ | ------ | --------------- | ------------------ | ------------- | ------------------ | ----------------- |
| 1re | 1938  | Italie           | Italie       | –      | Lituanie        | Pologne            | –             | France             | Non décerné       |
| 2e  | 1950  | Hongrie          | URSS         | –      | Hongrie         | Tchécoslovaquie    | –             | France             | Non décerné       |
| 3e  | 1952  | URSS             | URSS (2)     | –      | Tchécoslovaquie | Hongrie            | –             | Bulgarie           | Non décerné       |
| 4e  | 1954  | Yougoslavie      | URSS (3)     | –      | Tchécoslovaquie | Bulgarie           | –             | Hongrie            | Non décerné       |
| 5e  | 1956  | Tchécoslovaquie  | URSS (4)     | 49–41  | Hongrie         | Tchécoslovaquie    | 91–60         | Bulgarie           | Non décerné       |
| 6e  | 1958  | Pologne          | Bulgarie     | –      | URSS            | Tchécoslovaquie    | –             | Yougoslavie        | Non décerné       |
| 7e  | 1960  | Bulgarie         | URSS (5)     | –      | Bulgarie        | Tchécoslovaquie    | –             | Pologne            | Non décerné       |
| 8e  | 1962  | France           | URSS (6)     | 63–46  | Tchécoslovaquie | Bulgarie           | 48–36         | Roumanie           | Non décerné       |
| 9e  | 1964  | Hongrie          | URSS (7)     | 55–53  | Bulgarie        | Tchécoslovaquie    | 68–47         | Roumanie           | Non décerné       |
| 10e | 1966  | Roumanie         | URSS (8)     | 74–66  | Tchécoslovaquie | Allemagne de l’Est | 65–60         | Roumanie           | Non décerné       |
| 11e | 1968  | Italie           | URSS (9)     | –      | Yougoslavie     | Pologne            | –             | Allemagne de l’Est | Non décerné       |
| 12e | 1970  | Pays-Bas         | URSS (10)    | 94–33  | France          | Yougoslavie        | 77–66         | Bulgarie           | Non décerné       |
| 13e | 1972  | Bulgarie         | URSS (11)    | –      | Bulgarie        | Tchécoslovaquie    | –             | France             | Non décerné       |
| 14e | 1974  | Italie           | URSS (12)    | –      | Tchécoslovaquie | Italie             | –             | Hongrie            | Non décerné       |
| 15e | 1976  | France           | URSS (13)    | –      | Tchécoslovaquie | Bulgarie           | –             | France             | Non décerné       |
| 16e | 1978  | Pologne          | URSS (14)    | –      | Yougoslavie     | Tchécoslovaquie    | –             | France             | Non décerné       |
| 17e | 1980  | Yougoslavie      | URSS (15)    | 95–49  | Pologne         | Yougoslavie        | 61–74         | Tchécoslovaquie    | Non décerné       |
| 18e | 1981  | Italie           | URSS (16)    | 85–42  | Pologne         | Tchécoslovaquie    | 76–74         | Yougoslavie        | Non décerné       |
| 19e | 1983  | Hongrie          | URSS (17)    | 91–70  | Bulgarie        | Hongrie            | 82–79         | Yougoslavie        | Non décerné       |
| 20e | 1985  | Italie           | URSS (18)    | 103–69 | Bulgarie        | Hongrie            | 103–76        | Tchécoslovaquie    | Non décerné       |
| 21e | 1987  | Espagne          | URSS (19)    | 83–73  | Yougoslavie     | Hongrie            | 75–67         | Tchécoslovaquie    | Non décerné       |
| 22e | 1989  | Bulgarie         | URSS (20)    | 64–61  | Tchécoslovaquie | Bulgarie           | 79–69         | Yougoslavie        | Non décerné       |
| 23e | 1991  | Israël           | URSS (21)    | 97–84  | Yougoslavie     | Hongrie            | 65–61         | Bulgarie           | Non décerné       |
| 24e | 1993  | Italie           | Espagne      | 63–53  | France          | Slovaquie          | 68–67         | Italie             | Non décerné       |
| 25e | 1995  | Rép. tchèque     | Ukraine      | 77–66  | Italie          | Russie             | 69–50         | Slovaquie          | Non décerné       |
| 26e | 1997  | Hongrie          | Lituanie     | 72–62  | Slovaquie       | Allemagne          | 86–61         | Hongrie            | Non décerné       |
| 27e | 1999  | Pologne          | Pologne      | 59–56  | France          | Russie             | 78–49         | Slovaquie          | Non décerné       |
| 28e | 2001  | France           | France       | 73–68  | Russie          | Espagne            | 89–74         | Lituanie           | Melain            |
| 29e | 2003  | Grèce            | Russie       | 59–56  | Rép. tchèque    | Espagne            | 87–81         | Pologne            | Blahůšková        |
| 30e | 2005  | Turquie          | Rép. tchèque | 72–70  | Russie          | Espagne            | 83–65         | Lituanie           | Stepanova         |
| 31e | 2007  | Italie           | Russie (2)   | 74–68  | Espagne         | Biélorussie        | 72–63         | Lettonie           | Valdemoro         |
| 32e | 2009  | Lettonie         | France (2)   | 57–53  | Russie          | Espagne            | 63–56         | Biélorussie        | Máltsi            |
| 33e | 2011  | Pologne          | Russie (3)   | 59–42  | Turquie         | France             | 63–56         | Rép. tchèque       | Danilotchkina     |
| 34e | 2013  | France           | Espagne (2)  | 70–69  | France          | Turquie            | 92–71         | Serbie             | Lyttle            |
| 35e | 2015  | Hongrie Roumanie | Serbie       | 76–68  | France          | Espagne            | 74–58         | Biélorussie        | Dabović           |
| 36e | 2017  | Rép. tchèque     | Espagne (3)  | 71–55  | France          | Belgique           | 78–45         | Grèce              | Torrens           |
| 37e | 2019  | Serbie Lettonie  | Espagne (4)  | 86–66  | France          | Serbie             | 81–55         | Grande-Bretagne    | Ndour             |
| 38e | 2021  | France Espagne   | Serbie (2)   | 63–54  | France          | Belgique           | 77–69         | Biélorussie        | Vasić             |
| 39e | 2023  | Slovénie Israël  | Belgique     | 64–58  | Espagne         | France             | 82–68         | Hongrie            | Meesseman         |
| 40e | 2025  | CZE GER ITA GRE  | Belgique (2) | 67–65  | Espagne         | Italie             | 69–54         | France             | Meesseman         |
| 41e | 2027  | BEL FIN LTU SWE  |              |        |                 |                    |               |                    |                   |

### Bilan et médailles par nation
La FIBA distingue respectivement les résultats de la République fédérale socialiste de Yougoslavie et de l’Union soviétique de ceux de la République fédérale de Yougoslavie puis Serbie-et-Monténégro et de la Russie.
| Rang  | Nation             | Or | Argent | Bronze | Total |
| ----- | ------------------ | -- | ------ | ------ | ----- |
| 1     | Union soviétique   | 21 | 1      | 0      | 22    |
| 2     | Espagne            | 4  | 3      | 5      | 12    |
| 3     | Russie             | 3  | 3      | 2      | 8     |
| 4     | France             | 2  | 8      | 2      | 12    |
| 5     | Belgique           | 2  | 0      | 2      | 4     |
| 6     | Serbie             | 2  | 0      | 1      | 3     |
| 7     | Bulgarie           | 1  | 5      | 4      | 10    |
| 8     | Pologne            | 1  | 2      | 2      | 5     |
| 9     | Italie             | 1  | 1      | 2      | 4     |
| 10    | Lituanie           | 1  | 1      | 0      | 2     |
| 10    | République tchèque | 1  | 1      | 0      | 2     |
| 12    | Ukraine            | 1  | 0      | 0      | 1     |
| 13    | Tchécoslovaquie    | 0  | 7      | 8      | 15    |
| 14    | Yougoslavie        | 0  | 4      | 2      | 6     |
| 15    | Hongrie            | 0  | 2      | 5      | 7     |
| 16    | Slovaquie          | 0  | 1      | 1      | 2     |
| 16    | Turquie            | 0  | 1      | 1      | 2     |
| 18    | Allemagne          | 0  | 0      | 1      | 1     |
| 18    | Allemagne de l’Est | 0  | 0      | 1      | 1     |
| 18    | Biélorussie        | 0  | 0      | 1      | 1     |
| Total | Total              | 38 | 38     | 39     | 115   |

### Meilleure joueuse (MVP) et leaders statistiques
D'après les archives du site internet de la FIBA Europe, l'édition 1995 est la première édition pour laquelle les rebonds et les passes décisives sont comptabilisés.
| Édition | Meilleure joueuse    | Meilleur marqueuse   | Meilleur marqueuse | Meilleure rebondeuse | Meilleure rebondeuse | Meilleure passeuse  | Meilleure passeuse |
| Édition | Meilleure joueuse    | Joueuse              | PPM                | Joueuse              | RPM                  | Joueuse             | PPM                |
| ------- | -------------------- | -------------------- | ------------------ | -------------------- | -------------------- | ------------------- | ------------------ |
| 1995    |                      | Judit Balogh         | 24,2               | Marlies Askamp       | 9,0                  | Irina Sumnikova     | 2,4                |
| 1997    |                      | Marina Tkatchenko    | 20,9               | Marlies Askamp (2)   | 12,0                 | Danijela Ilić       | 5,6                |
| 1999    |                      | Małgorzata Dydek     | 19,3               | Marlies Askamp (3)   | 12,0                 | Irina Sumnikova (2) | 5,6                |
| 2001    | Cathy Melain         | Małgorzata Dydek (2) | 24,4               | Małgorzata Dydek     | 10,9                 | Dalma Iványi        | 6,4                |
| 2003    | Lucie Blahůšková     | Lucie Blahůšková     | 21,6               | Małgorzata Dydek (2) | 12,9                 | Cathy Melain        | 4,8                |
| 2005    | Maria Stepanova      | Amaya Valdemoro      | 21,6               | Nevriye Yılmaz       | 11,3                 | Cathy Melain (2)    | 5,1                |
| 2007    | Amaya Valdemoro      | Ann Wauters          | 19,7               | Maria Stepanova      | 10,0                 | Edwige Lawson-Wade  | 4,3                |
| 2009    | Evanthía Máltsi      | Evanthía Máltsi      | 22,6               | Alena Lewtchanka     | 9,2                  | Birsel Vardarlı     | 4,7                |
| 2011    | Ielena Danilotchkina | Iva Perovanović      | 16,4               | Zane Tamane          | 9,1                  | Elīna Babkina       | 4,2                |
| 2013    | Sancho Lyttle        | Sancho Lyttle        | 18,4               | Sancho Lyttle        | 11,1                 | Johannah Leedham    | 4,5                |
| 2015    | Ana Dabović          | Alba Torrens         | 19,7               | Alena Lewtchanka (2) | 11,5                 | Jelena Škerović     | 7,1                |
| 2017    | Alba Torrens         | Alina Iahoupova      | 21,3               | Maria Vadeïeva       | 12,3                 | Alina Iahoupova     | 5,5                |
| 2019    | Astou Ndour          | Temi Fagbenle        | 20,9               | Amanda Zahui B.      | 9,3                  | Nika Barić          | 8,5                |
| 2021    | Sonja Vasić          | Jonquel Jones        | 24,3               | Jonquel Jones        | 16,8                 | Božica Mujović      | 7,0                |
| 2023    | Emma Meesseman       | Emma Meesseman       | 21,7               | Kristine Anigwe      | 12,3                 | Julie Allemand      | 8,7                |
| 2025    | Emma Meesseman       | Jessica Shepard      | 22,7               | Jessica Shepard      | 11,3                 | Klara Lundquist     | 7,3                |